# Férfi kenu kettes 1000 méter az 1952. évi nyári olimpiai játékokon
Az 1952. évi nyári olimpiai játékokon a kajak-kenu férfi kenu kettes 1000 méteres versenyszámát július 28-án rendezték Taivallahti-ben.

## Eredmények
Az időeredmények másodpercben értendők. A rövidítések jelentése a következő:
- OB: olimpiai legjobb idő
- Q: továbbjutás helyezés alapján

### Előfutamok
Az előfutamokból az első négy helyezett a döntőbe jutott, a többiek kiestek.
| Helyezés | Nemzet                                                   | Idő      | Mj       |
| 1. futam | 1. futam                                                 | 1. futam | 1. futam |
| -------- | -------------------------------------------------------- | -------- | -------- |
| 1.       | Dánia (DEN) · Bent Peder Rasch · Finn Haunstoft          | 4:32,9   | Q, OB    |
| 2.       | Csehszlovákia (TCH) · Jan Brzák-Felix · Bohumil Kudrna   | 4:43,3   | Q        |
| 3.       | Kanada (CAN) · Arthur Johnson · Thomas Hodgson           | 4:44,9   | Q        |
| 4.       | Magyarország (HUN) · Bodor István · Tuza József          | 4:51,5   | Q        |
| 5.       | Finnország (FIN) · Tuomo Tuormaa · Matti Havulinna       | 4:54,0   |          |
| 6.       | Szovjetunió (URS) · Aleksandr Krasavin · Sergey Chumakov | 4:54,9   |          |
| 2. futam |                                                          |          |          |
| 1.       | Franciaország (FRA) · Georges Dransart · Armand Loreau   | 4:38,8   | Q        |
| 2.       | Ausztria (AUT) · Kurt Liebhart · Engelbert Lulla         | 4:40,2   | Q        |
| 3.       | Egyesült Államok (USA) · John Haas · Frank Krick         | 4:43,3   | Q        |
| 4.       | Németország (GER) · Egon Drews · Wilfried Soltau         | 4:48,4   | Q        |
| 5.       | Svédország (SWE) · Rune Blomqvist · Harry Lindbäck       | 4:50,2   |          |

### Döntő
| Helyezés | Nemzet                                                 | Idő    | Mj |
| -------- | ------------------------------------------------------ | ------ | -- |
| Arany    | Dánia (DEN) · Bent Peder Rasch · Finn Haunstoft        | 4:38,3 |    |
| Ezüst    | Csehszlovákia (TCH) · Jan Brzák-Felix · Bohumil Kudrna | 4:42,9 |    |
| Bronz    | Németország (GER) · Egon Drews · Wilfried Soltau       | 4:48,3 |    |
| 4.       | Franciaország (FRA) · Georges Dransart · Armand Loreau | 4:48,6 |    |
| 5.       | Magyarország (HUN) · Bodor István · Tuza József        | 4:51,9 |    |
| 6.       | Ausztria (AUT) · Kurt Liebhart · Engelbert Lulla       | 4:55,8 |    |
| 7.       | Egyesült Államok (USA) · John Haas · Frank Krick       | 4:59,0 |    |
| 8.       | Kanada (CAN) · Arthur Johnson · Thomas Hodgson         | 5:01,4 |    |